# Бегство (роман)
«Бегство» — исторический роман русского писателя-эмигранта Марка Алданова, впервые изданный в 1930—1931 годах в периодике и вышедший в 1932 году отдельным изданием. Вторая часть трилогии, в которую вошли также романы «Ключ» и «Пещера».

## Сюжет
Действие романа происходит в России во время революции и гражданской войны. В «Бегстве» практически нет исторических персонажей. Его герои — представители русской интеллигенции, которые не принимают власть большевиков. Одни покидают родину, другие организуют заговор, обречённый на неудачу. В финале романа большевики топят баржу с заключёнными, на котором находится отец одного из центральных персонажей, Николай Яценко.

## Создание и оценки
Марк Алданов начал писать «Бегство» в 1929 году — сразу после публикации первой части трилогии, романа «Ключ». Параллельно он работал над очерком «Азеф», повестью «Десятая симфония» и пьесой «Линия Брунгильды». Изначально Алданов не предполагал, что у «Бегства» будет продолжение, и каждая из частей цикла стала завершённым и вполне самостоятельным произведением.
«Бегство» было впервые издано в 1930—1931 годах на страницах журнала «Современные записки» (номера 43—46). В 1932 году увидело свет отдельное издание. Литературоведы отмечают, что в этой книге Алданов полемизирует с Алексеем Толстым и его романом «Восемнадцатый год», герои которого (тоже интеллигенты) принимают Советскую власть. При этом Глеб Струве увидел в произведениях Алданова больше историзма, объективности и глубины, чем у Толстого.
Критик Владимир Вейдле назвал «Бегство» «умной, трезвой и горькой» книгой. Михаил Цетлин написал в своей рецензии об «убеждённой силе истинного художника», с которой Алданов показывает в этом романе «ту правду, которую он увидел в людях и жизни». А. Чернышёв отметил, что в романе «есть ряд сильно написанных сцен, в которых чувствуется рука мастера». При этом лучшей частью трилогии он считает «Ключ».